# Воз сена (триптих Босха)
«Воз сена» («Воз с сеном») — триптих Иеронима Босха. Считается первой из больших сатирико-нравоучительных аллегорий зрелого периода творчества художника. Триптих изобилует маленькими фигурками, написанными в смелой технике мазка.
Триптих сохранился до нашего времени в двух версиях — из Прадо и Эскориала. Обе версии неплохо сохранились, обе подверглись масштабной реставрации, а потому мнения учёных относительно того, какая из них — оригинал, расходятся. Возможно, оба триптиха являются оригиналами. Но в любом случае изображения на внешних створках явно выполнены кистью кого-то из подмастерьев или учеников Босха.

## Центральная часть
На фоне бескрайнего пейзажа следом за огромным возом сена движется кавалькада, и среди них — император и папа (с узнаваемыми чертами Александра VI). Представители иных сословий — крестьяне, горожане, клирики и монахини — хватают охапки сена с воза или дерутся за него. За лихорадочной людской суетой сверху безразлично и отстранённо наблюдает Христос, окружённый золотым сиянием. Никто, кроме молящегося на верху воза ангела, не замечает ни Божественного присутствия, ни того, что телегу влекут демоны.
Возможно, картина иллюстрирует старинную нидерландскую пословицу:

Мир — это стог сена: каждый хватает сколько сможет.
Род людской предстаёт погрязшим в грехе, полностью отринувшим божественные установления и безразличным к участи, уготованной ему Всевышним. Основное внимание уделено одному из смертных грехов — погоне за благами земными, то есть алчности (в расширительном значении слова, куда входят понятия «стяжательство», «корысть», «жадность»), различные ипостаси которой обозначены движущимися за возом и вокруг него людьми. Владыки светские и духовные, следующие за возом в чинном порядке, не вмешиваются в свалку и распрю за сено лишь оттого, что это сено и так принадлежит им, — они повинны в грехе гордыни. Алчность заставляет людей лгать и обманывать: внизу слева мальчик ведёт за руку мужчину в некоем подобии цилиндра на голове, который притворяется слепцом, вымогая подаяние. Лекарь-шарлатан в центре выложил на стол свои дипломы, склянки и ступку, чтобы поразить воображение легковерной жертвы; набитый соломой кошель у него на боку (данный фрагмент существует лишь на версии триптиха из Прадо) указывает на то, что деньги, нажитые неправедным путём, впрок не пойдут. Справа несколько монахинь накладывают сено в мешок под наблюдением сидящего за столом монаха, чьё объёмное брюхо свидетельствует о чревоугодии.
Влюблённые пары на верху воза предположительно воплощают грех любострастия, в чём-то противоположного алчности, поскольку погоня за чувственными наслаждениями предполагает скорее расточение земных благ, чем их сбережение и накопление. Можно отметить некое «сословное различие» между целующейся в кустах парой простолюдинов и музицирующими любовниками из более изысканного общества. Все эти подробности призваны усилить основную тему — торжество алчности.

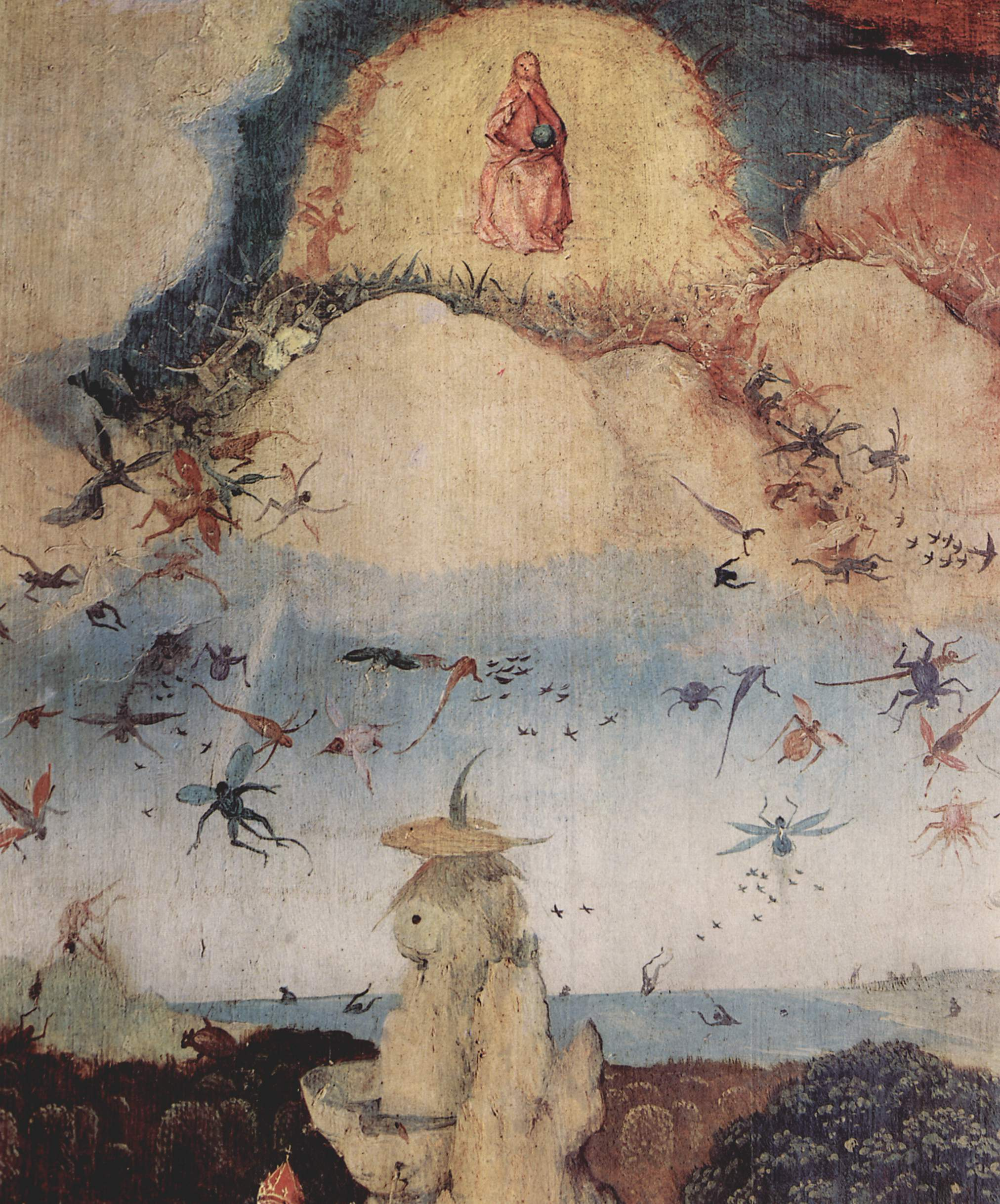
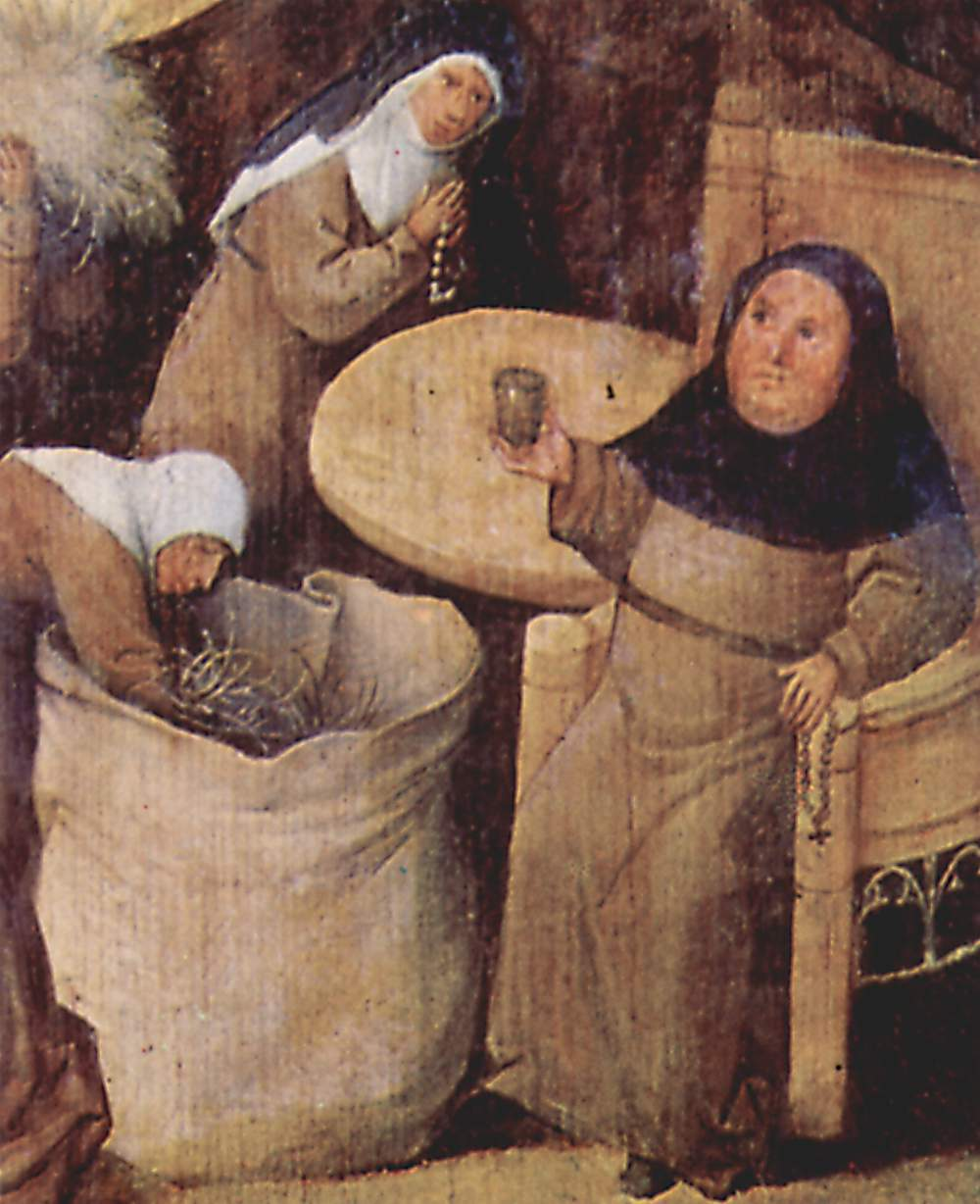
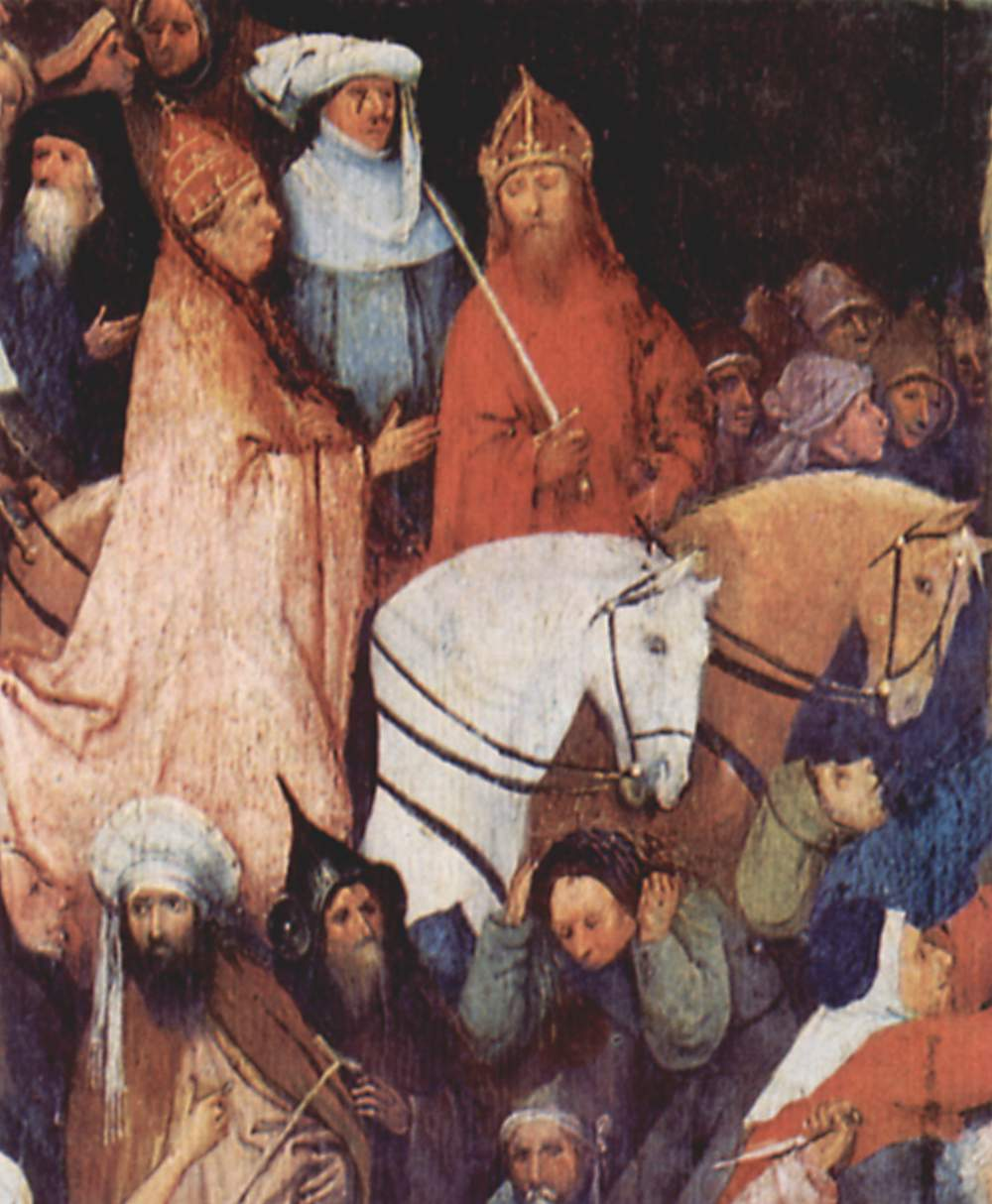
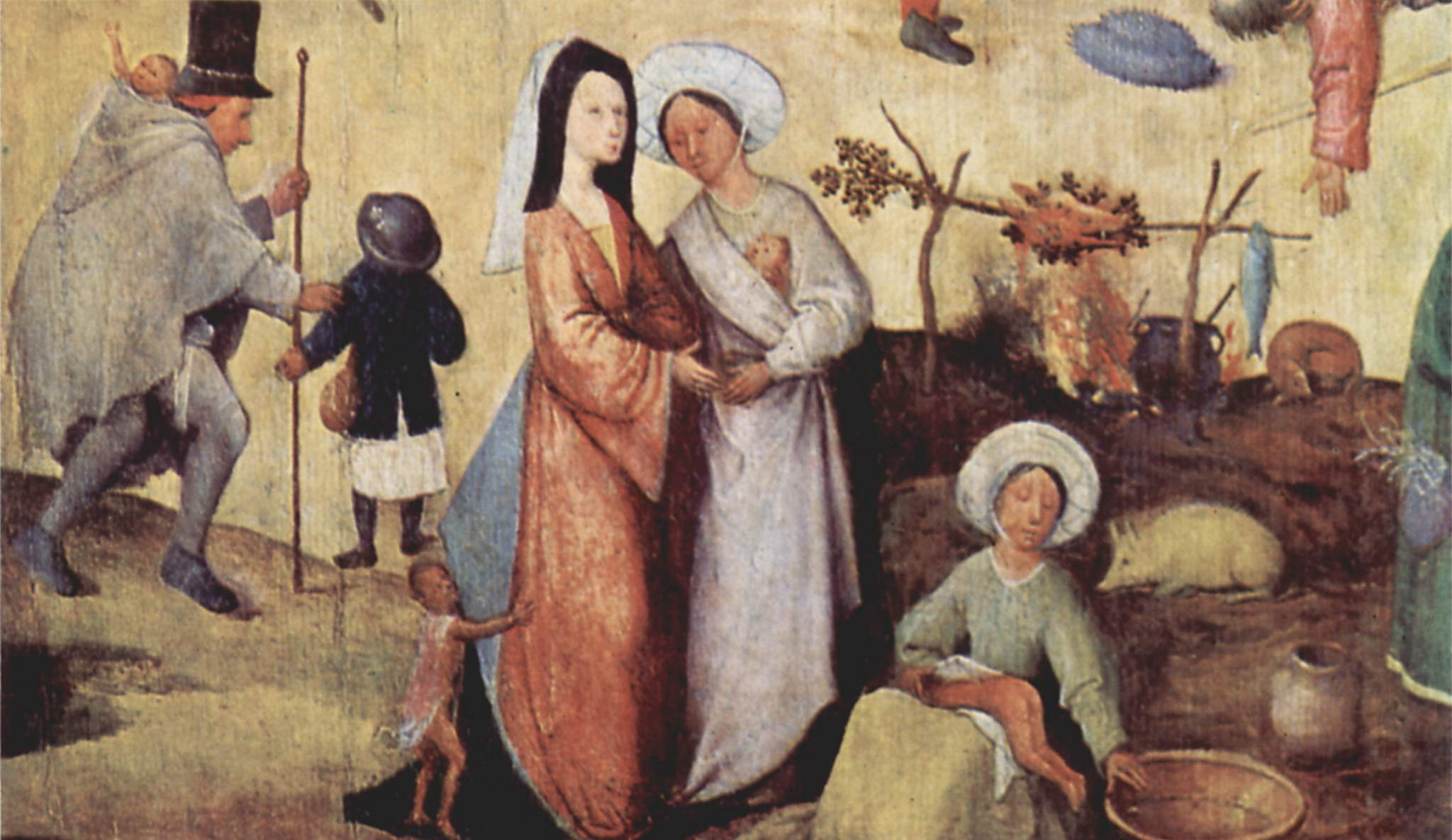
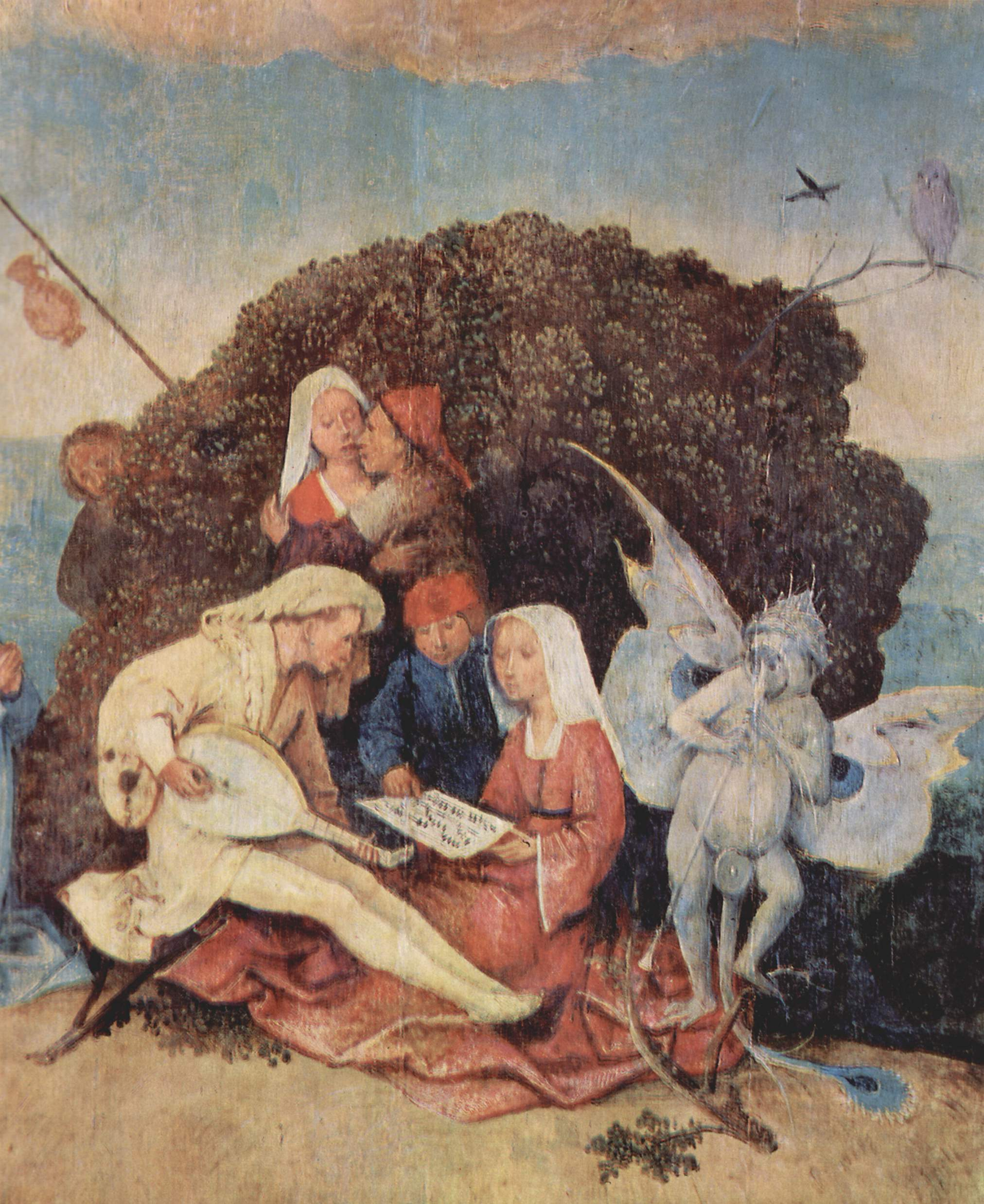
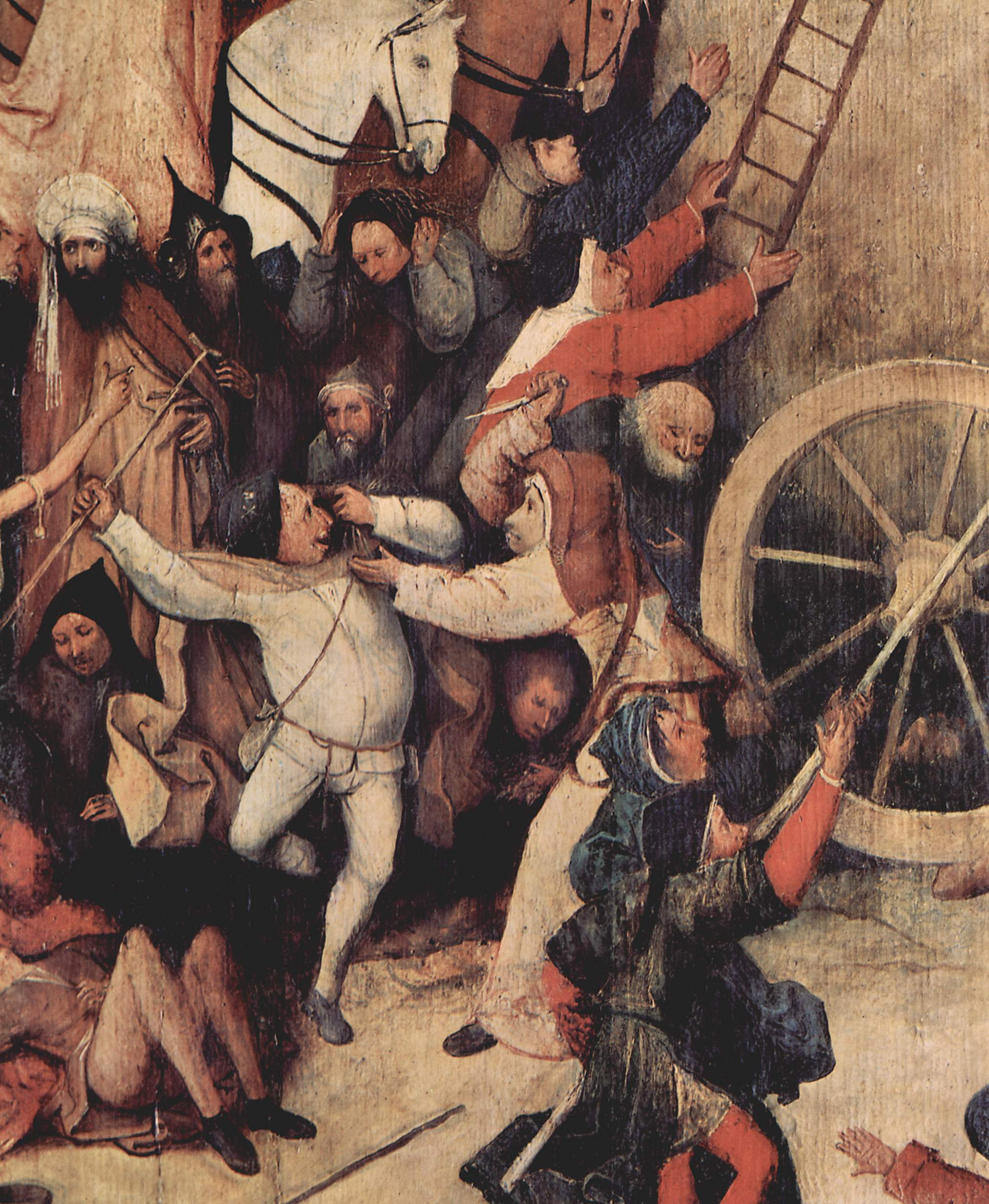
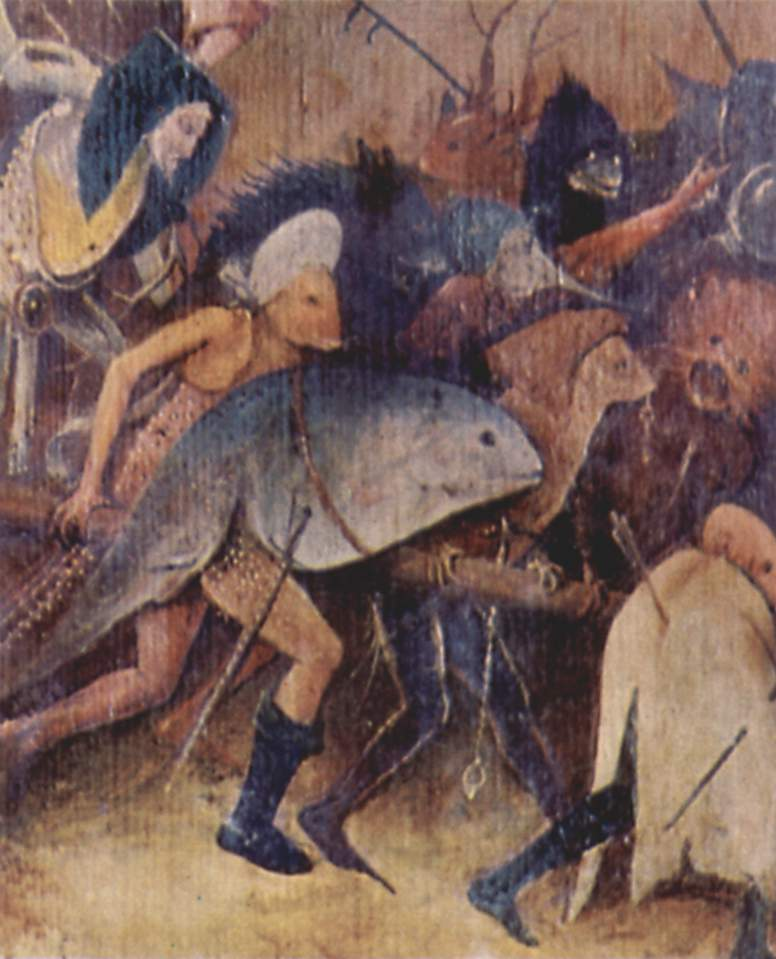
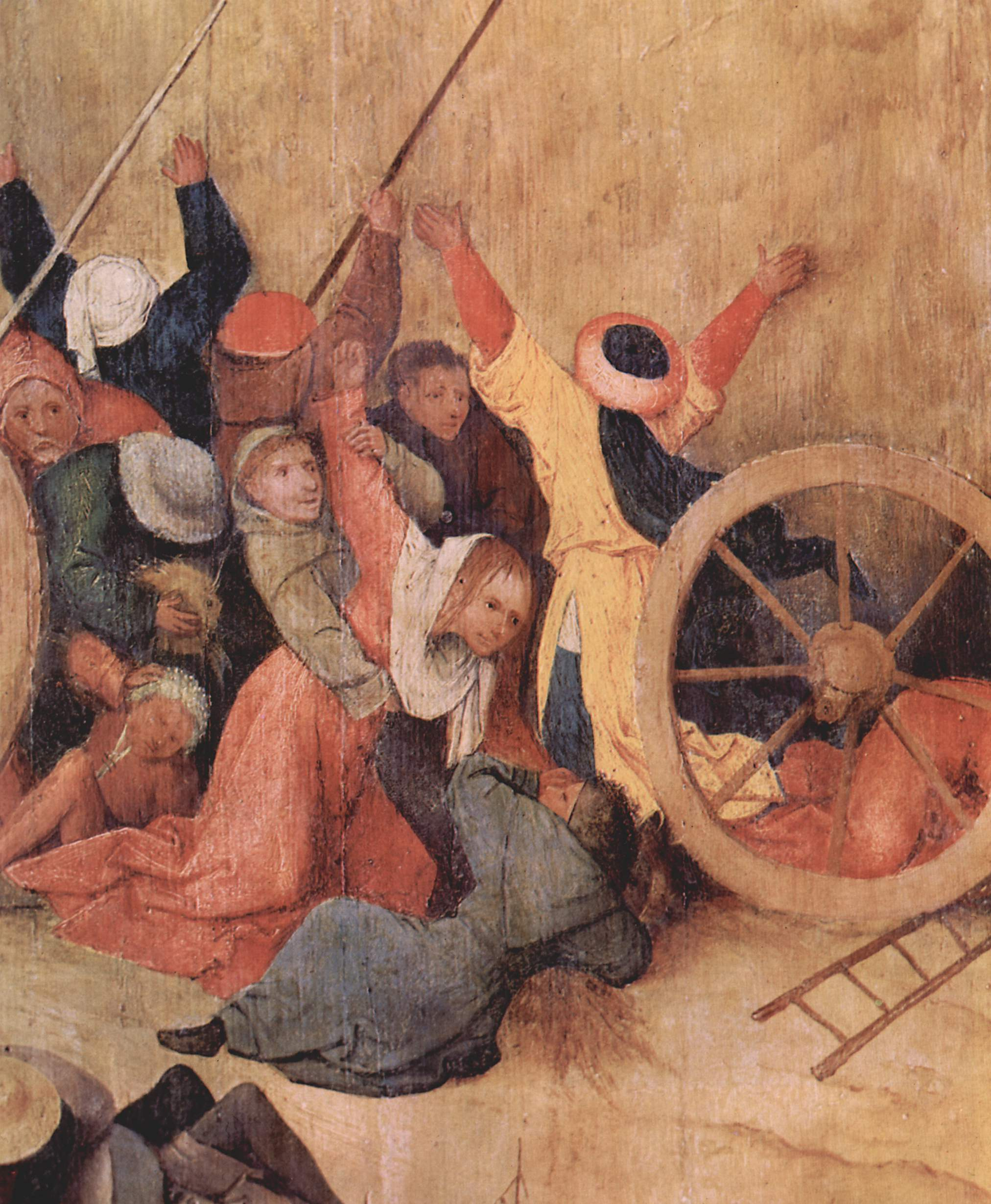

## Аллегории
Дидактический, морализаторский характер триптиха несомненен. В нидерландской народной песне (около 1470 г.) рассказывается, как Бог сложил подобно копне сена всё, что есть на свете хорошего, в одну кучу, предназначив её на общее благо. Однако каждый человек стремился забрать себе всё. Есть в этом и ещё один нюанс; поскольку сено — товар дешёвый, оно символизирует никчёмность и ничтожность земных благ. Именно таков был аллегорический смысл изображений возов с сеном, появлявшихся после 1550 года на фламандских гравюрах. Повозка с сеном участвовала в религиозных шествиях — например, остались описания современников о том, как в 1563 году дьявол «Лживый», в иерархии демонов «отвечающий» за ложь и обман, вёз по улицам Антверпена гружёную сеном телегу, за которой шли люди «разного звания», разбрасывая сено по мостовой в знак того, что все мирские блага — ничто (каламбурно обыгрывая двойное значение фламандского слова «hooi» — «сено» и «ничто»). «В конечном счёте, всё обернётся „hooi“» — так звучал припев песни того времени.
Воз сена имеет ещё одно метафорическое назначение. В XVI в. «сено» несло в себе такие понятия, как «ложь» и «обман», а выражение «отвезти сена кому-либо» означало высмеять или обмануть его. На верху воза, изображённого на доске, которая находится в Прадо, музицирует синий (традиционный цвет обмана) демон. Босховская игра со словом «сено» полна смысловых подтекстов.

## Левая створка
Левая створка триптиха посвящена теме грехопадения прародителей, Адама и Евы. Традиционный, культовый характер этой композиции не вызывает сомнений: она включает четыре эпизода из библейской Книги Бытия — низвержение с небес восставших ангелов, сотворение Евы, грехопадение, изгнание из Рая. Все сцены распределены в пространстве единого пейзажа, изображающего Рай. Иконографическим новшеством является то, что Босх связал грехопадение прародителей, Адама и Евы, с низвержением восставших ангелов.
Библейский эпизод грехопадения Босх изображает вполне традиционно: вокруг древа познания добра и зла объявилась змея — это дьявол, искуситель рода человеческого, начиная с прародительницы Евы. Женщина выступает причиной зла, первородного греха и вечного проклятия. В сцене с Архангелом Ева стоит, отвернувшись от врат Рая, словно готовясь принять свою земную судьбу или, может быть, прозревая цепь будущих последствий первородного греха, поскольку справа, вокруг воза с сеном, развёрнута всеобъемлющая панорама человеческого безумия. Удлинённость пропорций и S-образный изгиб, характерные для босховской трактовки обнажённого женского тела, явственно говорят о живучести готических традиций в искусстве Северного Возрождения.

## Правая створка
Изображение Ада встречается в творчестве Босха гораздо чаще, чем Рая. Художник заполняет пространство апокалиптическими пожарами и руинами архитектурных построек, заставляющими вспомнить о Вавилоне — христианской квинтэссенции бесовского города, традиционно противопоставлявшегося «Граду небесному Иерусалиму». В своей версии Ада Босх опирался на литературные источники, расцвечивая почерпнутые оттуда мотивы игрой собственной фантазии. На правой створке триптиха изображены бесы-каменщики, возводящие исполинскую башню. Это круглое сооружение выглядит инфернальной пародией Вавилонской башни, предназначенной для осуждённых душ, — от этого и предостерегает Босх род человеческий.
Здесь изображено возмездие за различные грехи, которые объединяет тема жадности. В литературной фантазии «Видение Тундала», созданной в XII в. ирландским монахом-бенедиктинцем, путешествие через Ад состоит из описания всех видов мучений, в том числе наказание за кражу святынь, всевозможных демонов и скотских чудовищ. Один из эпизодов — переход через мост — фигурирует в качестве одного из мотивов и на картине Босха. На подъёмном мосту, ведущем в башню, десяток бесов истязают несчастного грешника, посаженного верхом на корову. У Тунгдала вести корову по узкому подобно бритвенному лезвию мосту приходится грешникам, грабившим церкви и совершавшим иные святотатства, чем, вероятно, и объясняется потир, зажатый в руке босховского персонажа. Распростёртый на земле человек, которому жаба впилась в детородный орган, разделяет участь всех развратников. Под мостом свора собак, опередив своего хозяина, уже настигла убегающих грешников.

## Внешние створки

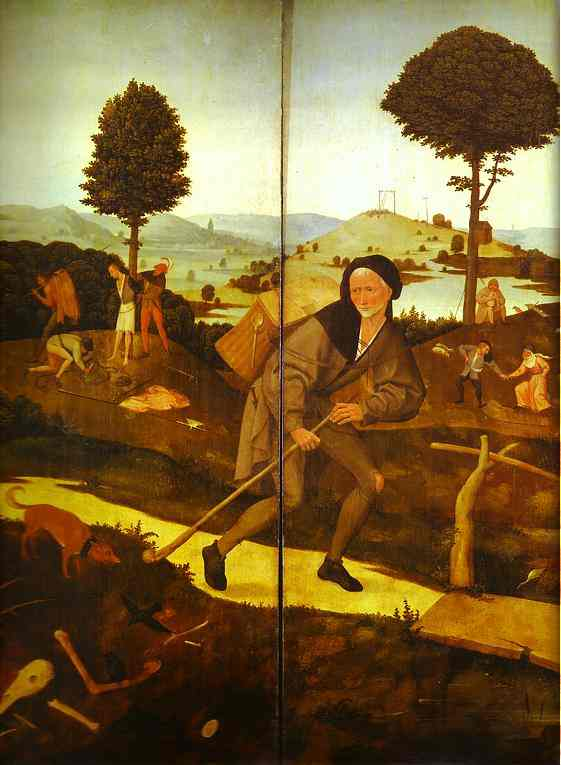
Внешние створки. 135 х 90 см «Путник» («Странник», «Пилигрим»)

Внешние створки триптиха по мастерству исполнения уступают изображению на внутренних створках и были закончены, вероятно, подмастерьями и учениками Босха, хотя ему принадлежит общий композиционный замысел.
Занимая весь передний план, возникает фигура изнурённого, обтрёпанного немолодого человека с плетёным коробом за спиной; зловеще-мрачный пейзаж, окружающий его, неприветлив и вселяет тревогу. Слева внизу лежат череп и груда костей; по пятам за этим странником бежит, норовя укусить его, уродливая собачонка; мостки, на которые он собирается ступить, треснули и вот-вот подломятся. В отдалении видны разбойники, ограбившие другого путника и привязывающие его к дереву. Под другим деревом под звуки волынки пляшут крестьяне. На холме (на заднем плане) вокруг виселицы собралась толпа, а рядом виден высокий шест с укреплённым на конце колесом — на нём было принято выставлять тела казнённых преступников.
Путь босховского пилигрима пролегает через враждебный и коварный мир, а все опасности, которые он таит, представлены в деталях пейзажа. Одни угрожают жизни, воплощаясь в образах разбойников или злобной собаки (впрочем, она может символизировать также и клеветников, чьё злоязычие часто сравнивали с собачьим лаем). Пляшущие крестьяне — образ иной, моральной опасности; подобно любовникам на верху воза с сеном, они прельстились «музыкой плоти» и покорились ей. Босховский персонаж приводит на память «Обывателя» (в голландской литературе — Elckerlijk, в немецкой — Jedermann), чьё духовное паломничество служило темой для многочисленных нравоучительных пьес того времени.
Впоследствии Босх использовал этот замысел в другой картине, «Блудный сын».

## Материалы для рисования
Триптих был тщательно исследован учеными из Проекта исследований и консервации Босха, а результаты опубликованы в виде книги.
Палитра Босха была довольно ограничена пигментами. Синее небо: лазурит и свинцовые белила в разных пропорциях. Красные части неба: непрозрачная киноварь. Красное одеяние архангела Михаила слева внизу и одежда Бога в верхней части: карминовый и кермесовый лак. Волосы Евы: теплая коричневая основа, окрашенная желтой охрой и свинцово-оловянным желтым. Коричневатый фон: киноварь, смешанная с другими пигментами.